# Новобрачные на Эйфелевой башне
«Новобрачные на Эйфелевой башне» (фр. Les Mariés de la Tour Eiffel) — эксцентричный коллективный балет «Шестёрки», дружеского объединения французских композиторов, по либретто Жана Кокто. Впервые балет был поставлен в Театре Елисейских полей труппой Рольфа де Маре «Шведский балет» (фр. Ballets suédois) 18 июня 1921 года.

## История создания
Участники «Шестёрки» неоднократно заявляли об условности и произвольности их причисления к этому объединению, об отсутствии общих для всех участников группы идеологических и эстетических принципов. Просуществовав около пяти лет, группа, помимо совместных концертных выступлений, осуществила несколько совместных творческих проектов.
Идейными вдохновителями «Шестёрки» считаются композитор Эрик Сати и литератор Жан Кокто. В группу входили композиторы Луи Дюрей, Дариюс Мийо, Артюр Онеггер, Жорж Орик, Франсис Пуленк и Жермен Тайфер. Во многом их объединяли общие и зачастую эклектичные увлечения кино, цирком, эксцентрикой, мюзик-холлом, джазом, искусством Африки, привлекали конструктивистские эксперименты и современная живопись. Главным идеологом, автором манифеста и популяризатором идей группы «Шести» был Жан Кокто, по словам музыковеда Г. М. Шнеерсона, «объявивший своего рода крестовый поход за новое искусство». Кокто выступал увлечённым поборником «ясности и простоты в музыке, освобожденной от излишеств и усложнённостей импрессионизма, ратуя за современность сюжетов, „повседневность“ художественных приёмов…». По мнению музыковеда Г. Т. Филенко, общим для композиторов французской группы «Шести» было стремление представить искусство в тесной взаимосвязи с неприкрашенной обыденностью, противопоставить углубленному созерцанию динамизм, стремительную смену впечатлений. Также в этот период композиторы часто обращаются к жанру балета, что во многом было обусловлено наличием в Париже нескольких выдающихся самостоятельных балетных антреприз: «Русский балет Дягилева», «Шведский балет», «Парижские вечера», «Балет Иды Рубинштейн» и др.
В 1921 году они опубликовали «Альбом Шестёрки» (фр. L’Album des six) — сборник из шести пьес для фортепиано соло, включавший произведения всех шести композиторов. В том же году пять композиторов из шести (кроме уехавшего в тот момент из Парижа Дюрея) написали музыку балета «Новобрачные на Эйфелевой башне» на либретто Кокто.
По воспоминанием Дариюса Мийо, первоначально известный меценат Рольф де Маре, который являлся основателем и руководителем труппы «Шведский балет», заказал Жоржу Орику сочинение музыки на сюжет Кокто, но Орик не успел вовремя написать его, и тогда Кокто решил поставить совместный спектакль участниками группы «Шести». Кроме Дюрея, все остальные члены объединения решили участвовать в этом проекте. Композиторы с большим интересом принялись за сочинение музыки к постановке, которая включала в себя «разнородные элементы в духе модного в то время движения Дада».
Кокто намеревался в этом балете соединить в присущем ему тогда стиле разговорный театр, танец, кабаре, цирковую эстетику, эксцентрику и фарс. Декорации танцевального фарса выполнила Ирен Лагю, костюмы Жан Гюго — при участии Кокто. Как отмечал Мийо, балет имел следующие особенности:
Танцоры выступали в масках и костюмах, разрисованных так, что создавалась оптическая иллюзия. Это было в высшей степени красиво. Кокто и Пьер Бертен читали текст, передаваемый через картонные громкоговорители, установленные по обе стороны сцены, и этот диалог соединял все музыкальные фрагменты.
По поводу данной постановки Кокто писал в июне 1921 года: «Это балет? Нет. Пьеса? Нет. Ревю? Нет. Трагедия? Ещё меньше. Скорее, это вид некоего соединения античной трагедии и современного концертного ревю, хора и номеров мюзик-холла». Позже Кокто писал, что после долгих творческих поисков и различных влияний в этой пьесе он нашёл себя: «Вплоть до „Новобрачных с Эйфелевой башни“ — первого произведения, в котором я никому ничем не обязан, которое не похоже ни на что другое и в котором всё-таки я нашёл свой тайный код, — я напрасно корёжил замок и тыкал ключом куда попало».

## Структура
Балет состоит из 10 сцен (музыкальных номеров):
- Увертюра, с имитацией звучания военного оркестра — Жорж Орик
- Свадебный марш — Дариюс Мийо
- Речь «Генерала» (полька) — Франсис Пуленк
- Танец «Купальщицы из Трувиля» (в ритме канкана) — Франсис Пуленк
- Фуга побоища — Дариюс Мийо
- Вальс телеграмм — Жермен Тайфер
- Траурный марш — Артюр Онеггер
- Кадриль — Жермен Тайфер
- Ритурнели — Жорж Орик
- Sortie de la Noce — Дариюс Мийо

## Содержание балета
По ходу действия спектакль комментируют два чтеца, которые дают характеристики персонажам между музыкальными номерами. Они одеты в виде граммофонов с рупорами и располагаются по краям театральной сцены.
Новобрачные в компании родителей, родственников, друзей и старого генерала празднуют свадьбу на террасе первого этажа Эйфелевой башни. Во время свадебного банкета генерал невербальными средствами (мимика, жесты) «произносит» свою напыщенную речь. Свадьбу фотографируют, но при этом каждый раз, когда звучит стандартная фраза «сейчас вылетит птичка», появляется новый эксцентричный и неожиданный персонаж: страус (за которым устраивается погоня), «велосипедистка», «купальщица из Трувиля» (исполняющая вызывающий танец, её уговаривают вернуться в фотоаппарат, убедив, что это душевая кабина), ребёнок, туристы, лев, который нападает на генерала. Также появляется «Телеграмма» (девушка-телеграфистка, которая символизирует Эйфелеву башню, использовавшуюся в то время для передачи радиотелеграфных сообщений). Позже опять появляется лев, который съедает генерала, спрятавшегося под столом. После этого происходит всеобщая драка и свалка, а участники свадьбы растворяются в городской толпе.

## Приём
Спектакль «Новобрачные на Эйфелевой башне» был воспринят как эпатажная и нарочитая демонстрация творческого единства группы; зрители были в недоумении, а представление вызвало скандал, небывалый в Париже со времён постановки балета «Парад» Эрика Сати.
Как вспоминала скрипачка и музыкальный критик Элен Журдан-Моранж на представлении: «Зрители гикали, свистели, в первых рядах партера кричали: „верните деньги“, а писательница Рашильд выкрикивала: „И это они сделали вшестером?“. Леон Поль-Фарг дошёл до того, что ударил по лицу одного недовольного крикуна».
Характеризуя балет, Мийо отмечал, что музыка получилась неоднородной и слабой (за исключением Польки Пуленка и фрагментов, написанных Ориком): «Любопытно, что фрагмент Онеггера приняли всерьёз, и кто-то из критиков даже воскликнул: „Наконец-то музыка!“, не узнав Вальса из Фауста [Гуно], который использовал в басах Артюр с целью придать музыке юмористический характер, соответствующий всей композиции». На это же указывал и Кокто, отмечая, что в этом номере Онеггер пародирует то, что исстари называли «музыкой»: "Необходимо заметить, что все попали в ловушку — ни один из критиков не узнал, что в басу была цитирована тема вальса из «Фауста».
Своеобразное свидетельство о приёме оставил Кокто: «Скандал с „Новобрачными“ был семейной стиркой грязного белья. Публика подхватила. Всё началось с артистов, считавших Эйфелеву башню своей собственностью, прародительницей машин, первым словом модернизма, и не желавших отправлять её на прелестную свалку предметов выставки 1889 года».